# Günter Schmid (Unternehmer)

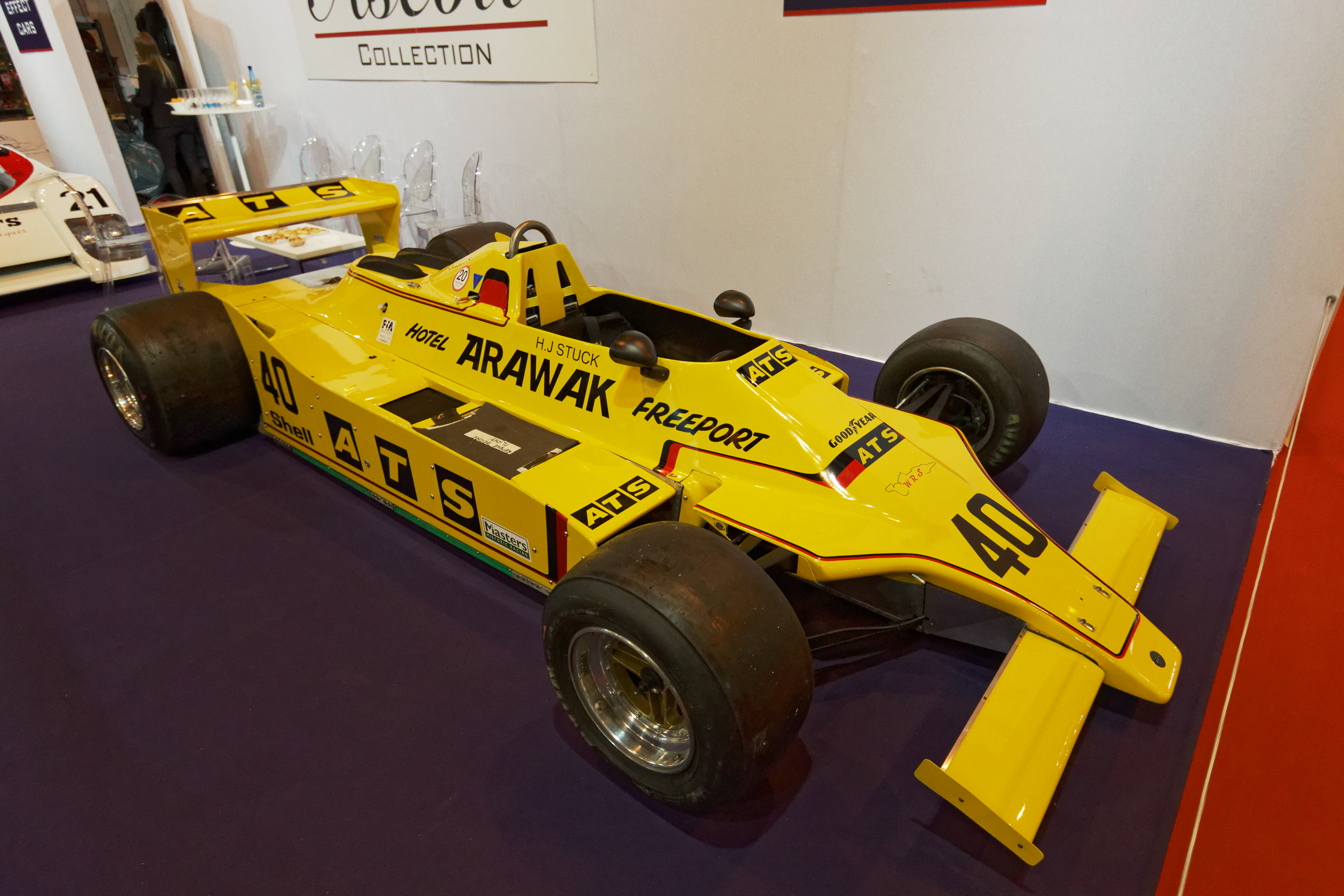
Ein ATS D3 aus dem Jahr 1979, damals gefahren von Hans-Joachim Stuck

Günter Schmid (* 13. August 1932 in Mannheim; † 29. Mai 2005 in Weinheim) war ein deutscher Unternehmer und Rennstallbesitzer in der Formel 1.

## Leben
Günter Schmid betrieb Motorsport auf höchster Ebene in der Formel 2 und der Formel 1. Als Unternehmer der Firma Auto Technisches Spezialzubehör GmbH (ATS) gründete er 1976 das Formel-1-Team ATS Racing. Schmid kaufte Roger Penske einige Chassis ab, das Team Penske zog sich aus der Formel 1 zurück. Den ersten Grand Prix bestritt ATS 1977. Wegen finanziellen Problemen zog sich Schmid 1984 aus der Formel 1 zurück.
Im Jahr 1987 übernahm Schmid das Unternehmen Rial Leichtmetallfelgen GmbH und stieg mit Rial Racing 1988 wieder in die Formel 1 ein. Doch nach Abschluss der Saison 1989 war das Arrangement bereits wieder vorbei. Bestes Resultat war je ein vierter Rang von Andrea de Cesaris 1988 und von Christian Danner 1989.
Günter Schmid starb am 29. Mai 2005 an einem Hirntumor.